# Mizuki (hrad)
Mizuki (japonsky 水城跡) byl starověký hrad na okraji města Ónodžó v prefektuře Fukuoka. Jeho zřícenina je od roku 1921 označovaná jako národní historické místo v roce 1953 byly dokonce pozvednuta na zvláštní národní historické místo. Od roku 2013 je zřícenina chráněná.

## Dějiny
Po porážce japonské armády čínskými vojsky v bitvě u Hakusukinoe v roce 663 se japonský dvůr obával čínské invaze. Proto se začala budovat rozsáhlá síť pobřežních pevností, která měla sloužit jako obranná linie proti případnému útočníkovi. Výstavba byla ukončena roku 701, v průběhu se nezastavila ani za války panující mezi lety 670 a 676.

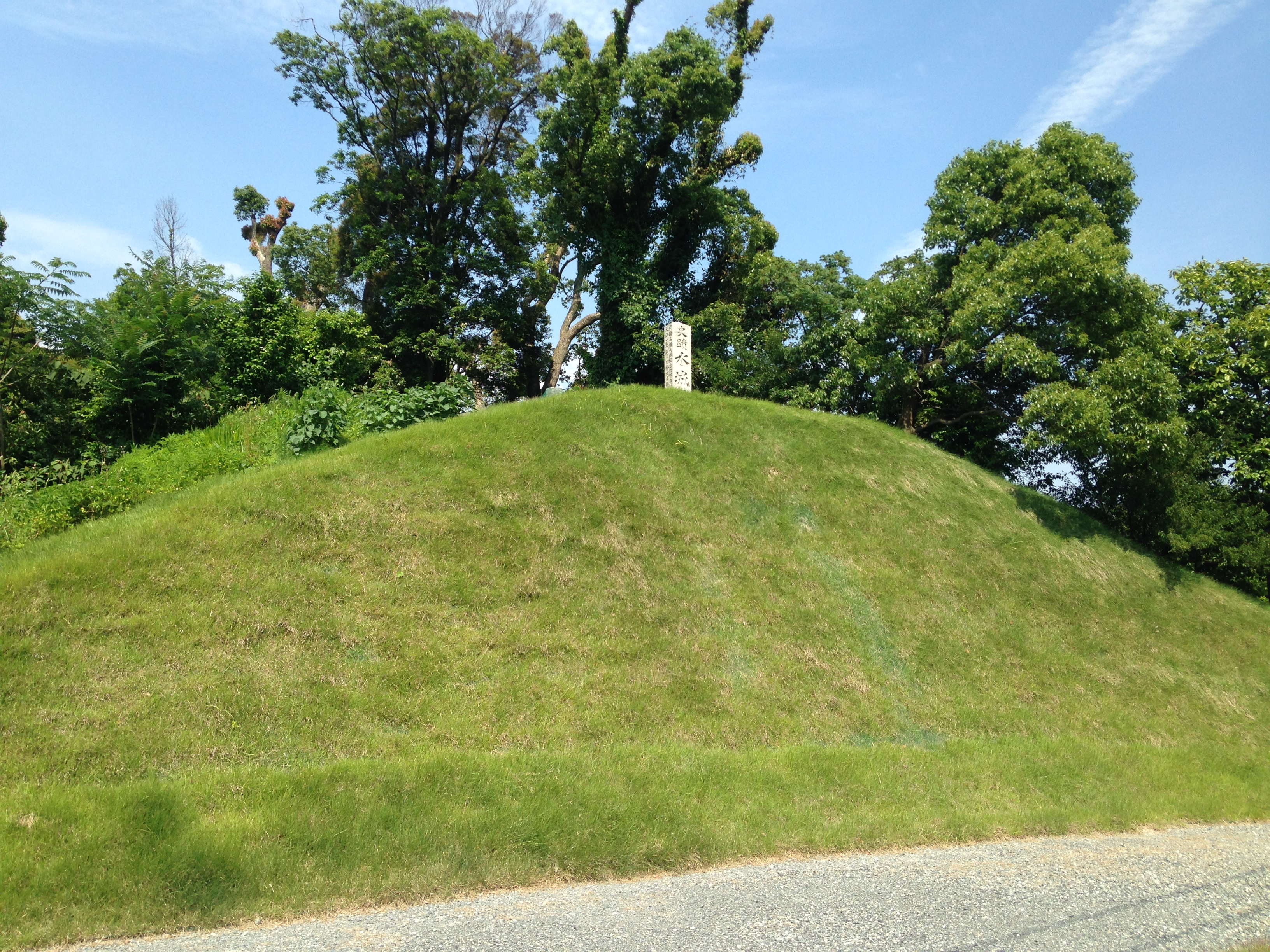
Památník hradu Mizuki

Jednou z pevností vybudovanou v rámci projektu je hrad Mizuki. Jeho stavba byla zahájena v roce 664 na příkaz císaře Tendžiho. V historických záznamech je však popisován pouze jako „velký násyp v provincii Cukuši pro zadržování vody“.
Protože hrad, jehož základnou protéká řeka, byl postaven na relativně měkkém aluviálním terénu, při stavbě byla použita technika spočívající v přimíchání větví a listí do spodní vrstvy zemního valu, čímž se zpevnil základ. Hrad Mizuki byl strategicky umístěn tak, aby uzavřel úzký průsmyk mezi hradem Óno a náhorní plošinou Ušikubi. Jeho dvoupatrové zemní valy dosahovaly délky 1,2 kilometru, výšky 9 metrů a šířky 80 metrů.
Východní brána sloužila pro příjezd vysoce postavených úředníků z císařského dvora, zatímco západní byla určena pro zahraniční vyslance, obchodníky a odjíždějící japonské vyslance.
V průběhu staletí byl hrad opuštěn a zchátral. Ze stavby nezbylo do současnosti prakticky nic, vyjma opevnění, které dostalo označení „kógoiši“, což v překladu znamená „kameny božské ochrany“.

## Současnost
Archeologické výzkumy probíhají od roku 1970 dodnes. V roce 2017 byl hrad Mizuki zařazen na seznam „100 nejvýznaměnjších japonských hradů“.
V současnosti prochází místem někdejší hradiště silnice. Na místě je však zřízené malé muzeum s informacemi a v nedalekém národním muzeu je model hradu Mizuki.